# OGRE

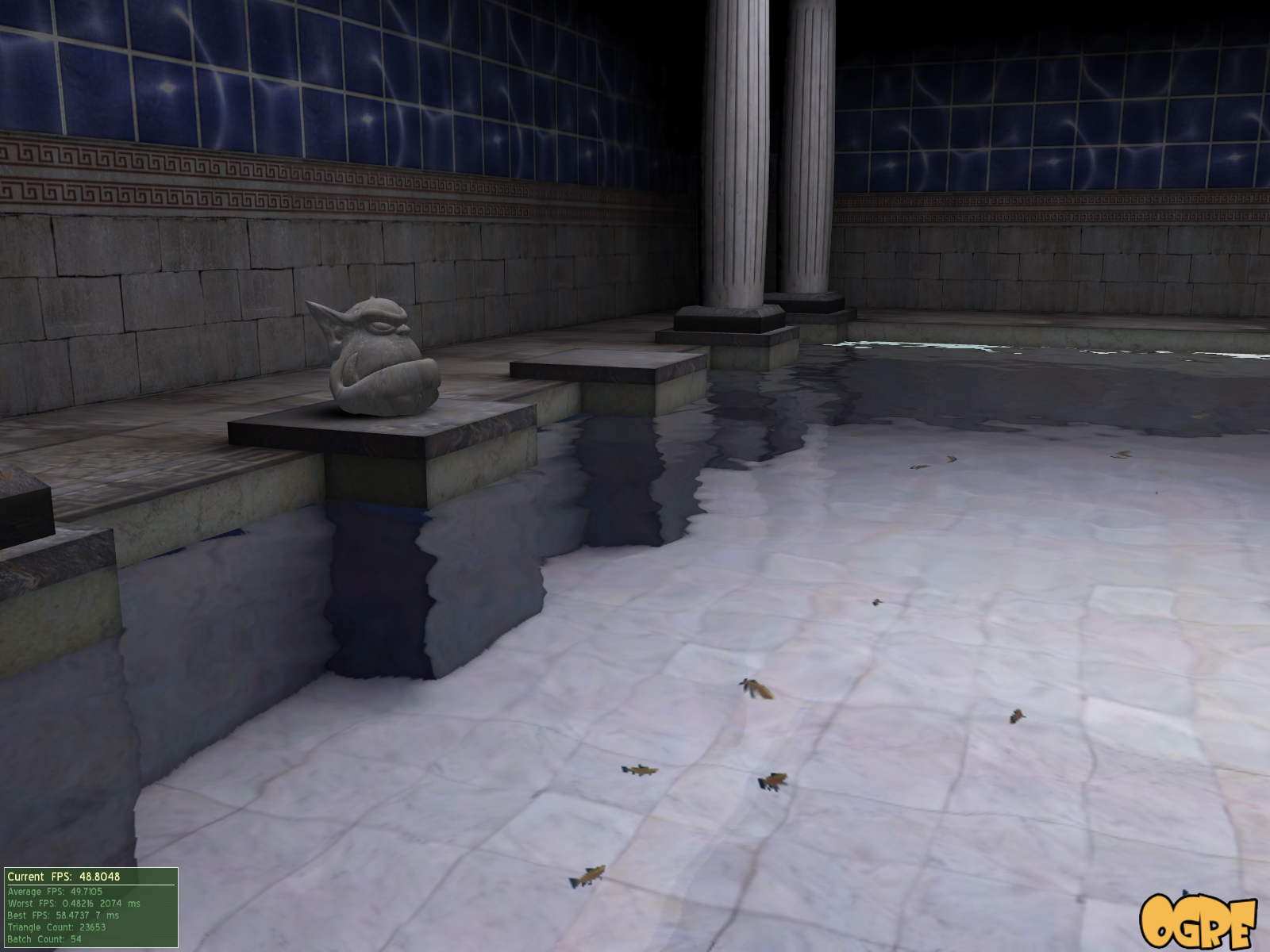
Zrzut ekranu z demo Fresnel Reflections and Refractions

OGRE (od ang. Object-Oriented Graphics Rendering Engine) – elastyczny silnik grafiki 3D napisany w C++. Został zaprojektowany tak, aby był prosty, wygodny i intuicyjny dla deweloperów tworzących aplikację ze wspomaganiem sprzętowej akceleracji grafiki 3D. Obsługuje zarówno Direct3D, jak i OpenGL.
Silnik ten jest na licencji MIT od wersji 1.7.0, poprzednie wersje na LGPL. Był używany w kilku komercyjnych grach. Na SourceForge był projektem marca 2005.